# 1968 Mehltretter
Az 1968 Mehltretter (ideiglenes jelöléssel 1932 BK) a Naprendszer kisbolygóövében található aszteroida. Karl Wilhelm Reinmuth fedezte fel 1932. január 29-én.